# Jensen Interceptor
Jensen Interceptor — британский спортивный автомобиль класса GT. Полноприводная версия этой модели, с названием Jensen FF, считается первой серийной машиной в мире (и первым серийным спорткаром в частности), в которой полный привод применялся не для повышения проходимости, а для улучшения ходовых качеств на дорогах с твёрдым покрытием.

## Разработка и компоновка
В 1949 году братья Алан и Ричард Дженсены представили модель под названием Interceptor (рус. перехватчик). Она была построена на модифицированном шасси Austin, имела просторный салон и развивала скорость до 161 км/ч. Модель производилась до 1957 года, а в 1966 году автомобиль с аналогичным названием снова появился в производстве — после того, как фирма стала частью концерна Norcross.

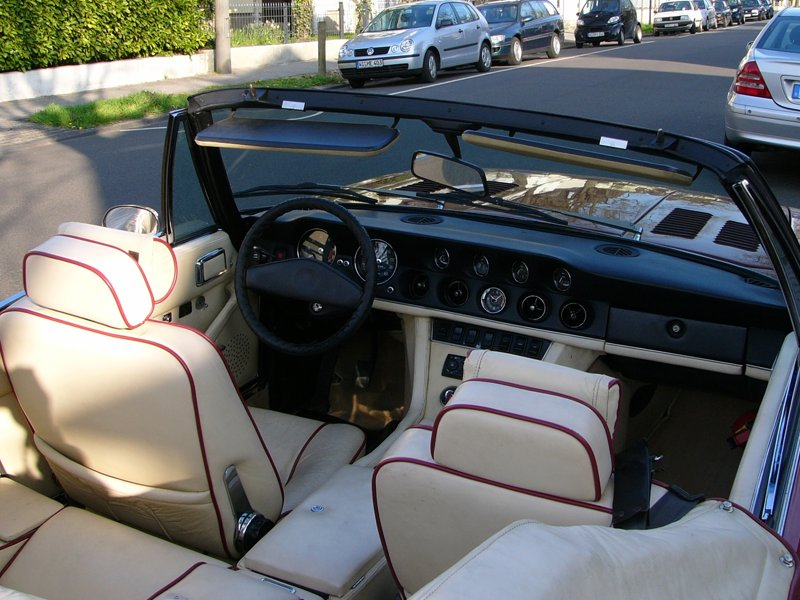
Интерьер

Главным конструктором был Кевин Битти — он взял за основу предыдущую модель C-V8 и установил на неё новый двигатель марки Chrysler объёмом в 6,3 литра. Его постарались переместить как можно дальше назад — это обеспечило баланс в пропорции 50:50. Благодаря мощному мотору Interceptor развивал высокую скорость, а ход машины, несмотря на устаревшую конструкцию заднего моста, был довольно мягким. Передняя подвеска была независимой, со стабилизаторами и гидравлическими амортизаторами, а задняя представляла собой центральную балку на полуэллиптических рессорах. Коробка передач также устанавливалась американская — трёхступенчатая АКПП Chrysler TorqueFlite. Interceptor стал первым английским серийным автомобилем с дисковыми тормозами на всех колёсах. Кузов был разработан итальянской студией Carrozzeria Touring и изначально изготавливался кузовной фирмой Vignale, однако Кевин Битти решил, что нерентабельно возить кузов из-за границы, и поэтому всю оснастку перевезли в Уэст-Бромидж, на завод компании Jensen. Некоторые детали экстерьера были взяты от Brasinca Uirapuru, в частности отличительное большое изгибающееся заднее стекло, которое выходило на багажник.

## Производство

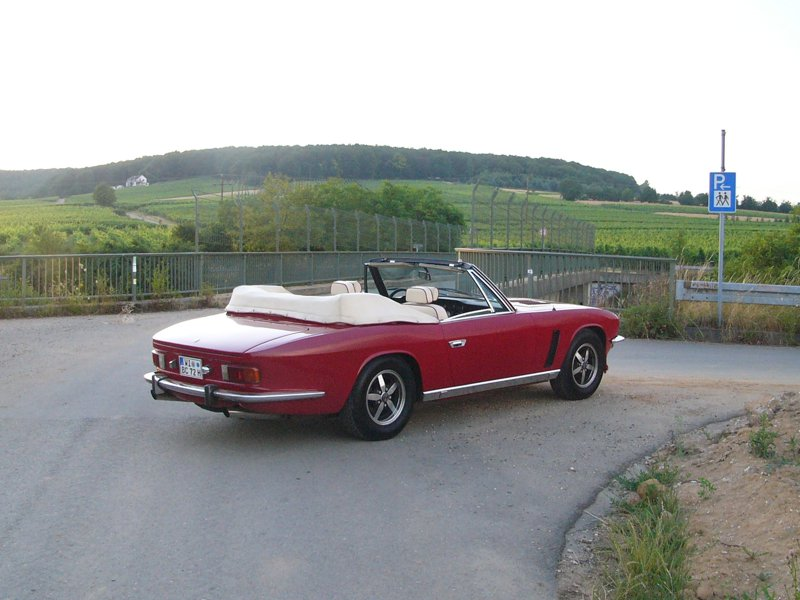
Interceptor III кабриолет (1974)

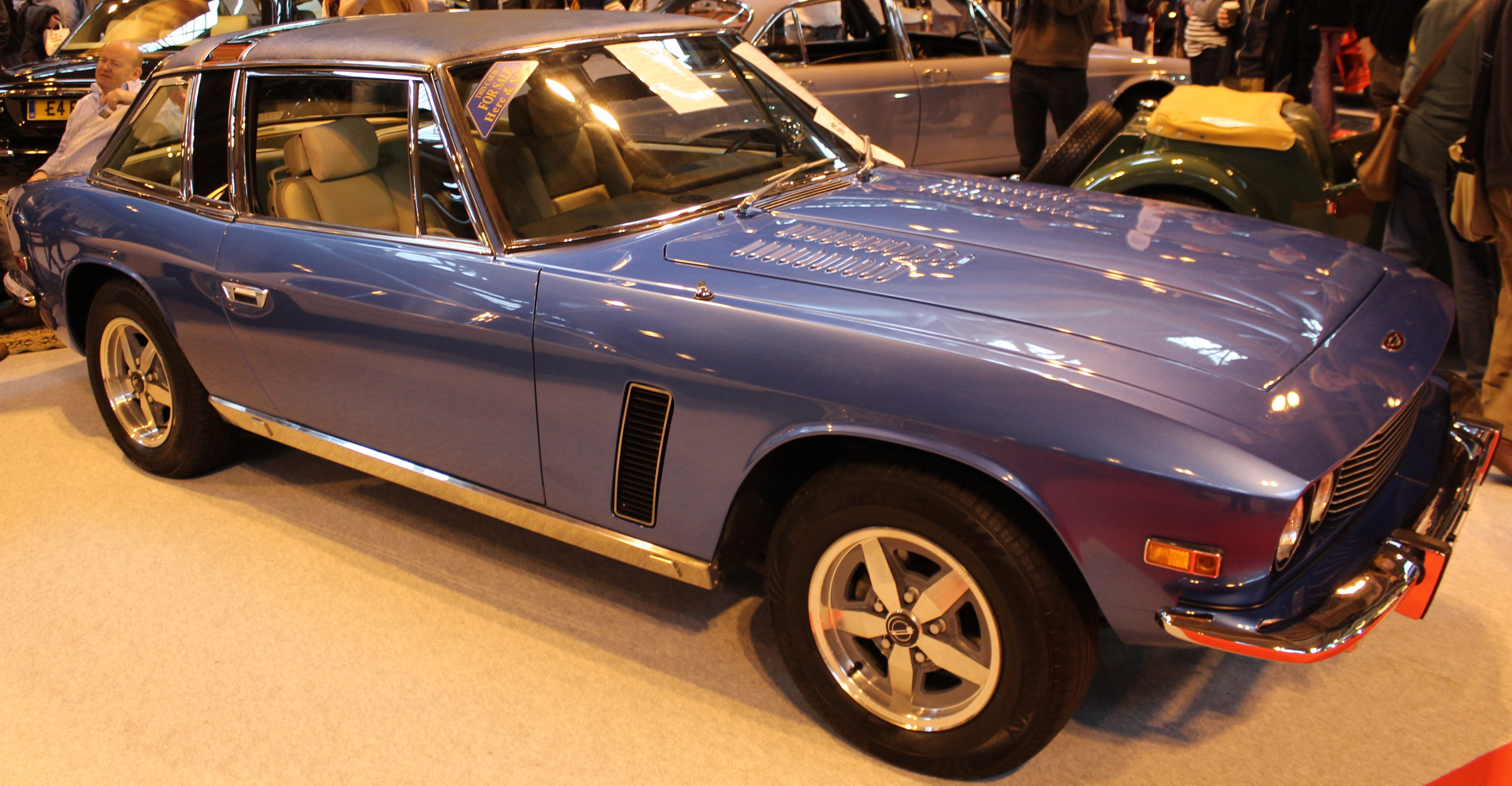
Купе

Автомобиль предлагался в версиях купе, седан и кабриолет. Кабриолет начал выпускаться в 1974 году, он, главным образом, был предназначен для американского рынка, но также продавался в Европе. Было создано 267 кабриолетов. Версия купе встречалась ещё реже, её ввели в производство в 1975 году, за год до расформирования компании успели сделать только 60 машин.

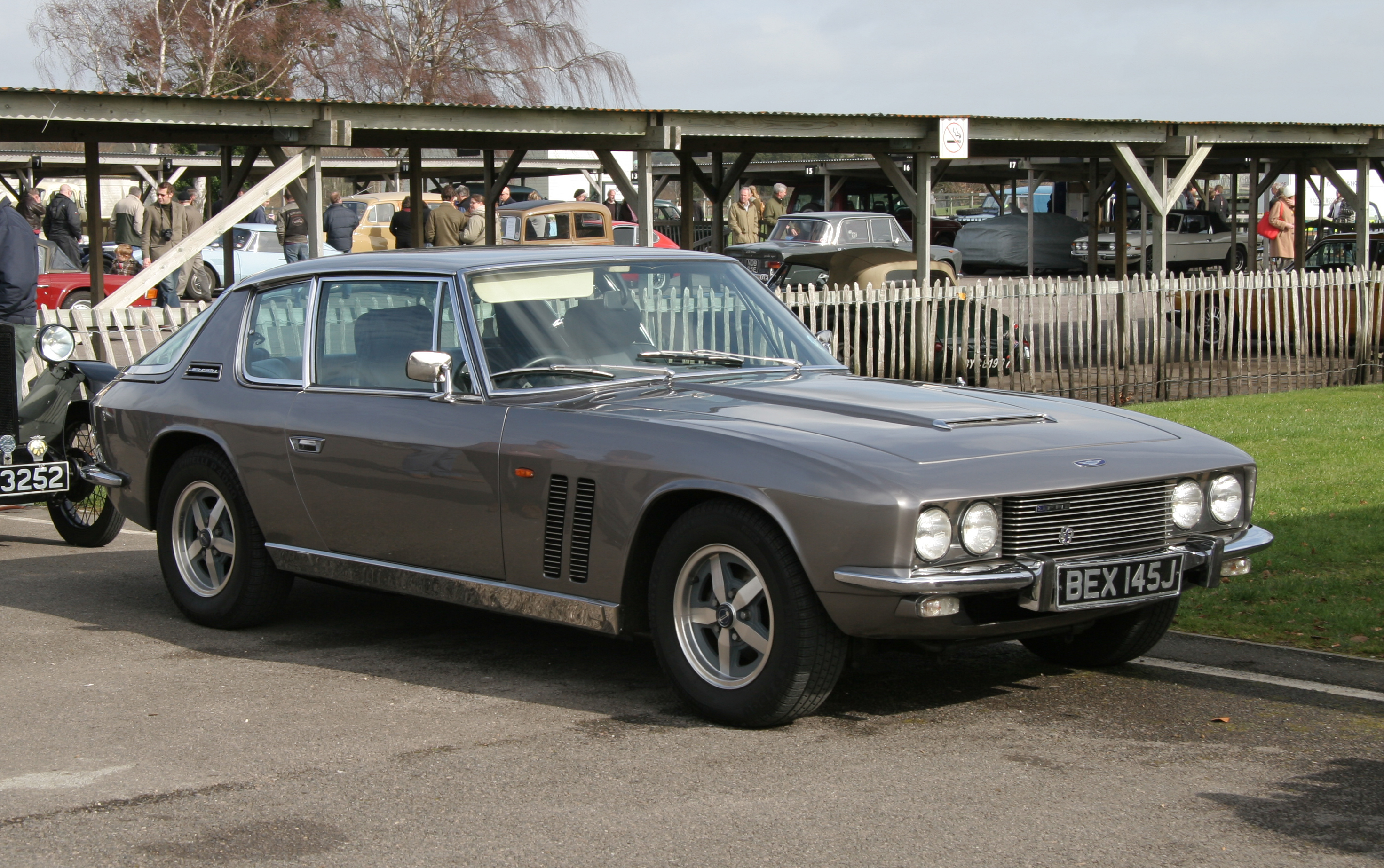
Jensen FF Mark II

В 1969 году изменения претерпела передняя часть машины, изменился стиль передних фар, решётки радиатора и бампер, а также задние фонари. Интерьер был существенно пересмотрен в целях удовлетворения требований американского рынка, дополнительно автомобиль мог оснащаться системой кондиционирования воздуха. Ещё через два года стали устанавливаться литые диски. Модификация SP, выпускавшаяся в 1971—1973 годах, имела под капотом ещё более мощный мотор — V8 объёмом 7,2 литра.
На базе Jensen Interceptor была подготовлена версия FF, что означало Ferguson Formula — система полного привода с неравным распределением крутящего момента по осям, разработанная Гарри Фергюсоном. Однако эта версия была тяжелее, медленнее и на треть дороже стандартного Interceptor, плюс по конструктивным особенностям не могла иметь леворульной версии, что поставило крест на возможных поставках на североамериканский рынок, поэтому их выпустили всего 320 штук (195 Mark I, 110 Mark II и 15 Mark III). Считается первой серийной машиной в мире (и первым серийным спорткаром в частности), в которой полный привод применялся не для повышения проходимости, а для улучшения ходовых качеств на дорогах с твёрдым покрытием, не случайно эксперты-современники признали её самой безопасной машиной в мире с точки зрения управляемости. 14 лет спустя идею серийного дорожного спорткара с полным приводом успешно развил немецкий Audi Quattro.